# 裂纹格特蛤
是帘蛤目帘蛤科格特蛤屬的一种。

## 分佈
主要分布于非洲東部至澳洲、香港、中國大陸的福建省（廈門、東山、廣東省（南澳、汕尾、海門、閘坡、烏石）、廣西（北海）、海南（新盈、北港、清瀾、三亞、新村）等地、印尼、馬來西亞、新加坡，常栖息在潮间带中及低潮区泥沙滩中。

## 外部連結
- 維基物種上的相關：裂纹格特蛤